# Alfredo del Mazo González
Alfredo Hilario Isidro del Mazo González (* 31. Dezember 1943 in Toluca, Bundesstaat México; † 10. Januar 2019) war ein mexikanischer Politiker der Partido Revolucionario Institucional (PRI) und Diplomat.

## Leben
Alfredo del Mazo González, Sohn des Politikers Alfredo del Mazo Vélez, trat bereits 1962 der Partido Revolucionario Institucional (PRI) bei. Im selben Jahr begann er ein Studium der Betriebswirtschaftslehre an der Nationalen Autonomen Universität von Mexiko (UNAM) und schloss dieses 1967 mit einem Lizenziat ab. Von 1966 bis 1972 war er stellvertretender Leiter der internationalen Abteilung und von 1972 bis 1973 stellvertretender Leiter des internationalen Bankgeschäfts der Banco Comercial Mexicano. Von 1973 bis 1976 war er Generaldirektor der Banco Minero y Mercantil und anschließend 1976 kurzzeitig Vizepräsident der nationalen Kommission für Banken und Versicherungen CNBS (Comision Nacional Bancaria y de Seguros). 1977 wurde er Leiter der Abteilung für öffentliche Schulden im Ministerium für Finanzen und öffentliche Kredite SHCP (Secretaría de Hacienda y Crédito Público) und fungierte 1978 als Direktor des nationalen Kreditinstituts dieses Ministeriums, ehe er von 1979 bis 1981 Generaldirektor der Banco Obrero war.
Am 16. September 1981 löste del Mazo González Jorge Jiménez Cantú als Gouverneur des Bundesstaates México ab und übte dieses Amt bis zum 21. April 1986 aus, woraufhin Alfredo Baranda García seine Nachfolge antrat. Er selbst wurde am 21. April 1986 von Präsident Miguel de la Madrid Hurtado als Nachfolger von Francisco Labastida Ochoa zum Minister für Energie, Bergbau und halbstaatliche Industrie SEMIP (Secretario de Energía, Minas e Industria Paraestatal) in dessen Kabinett berufen und hatte dieses Ministeramt bis zu seiner Ablösung durch Fernando Hiriart am 3. März 1988 inne.
1988 löste del Mazo Luis Jesús Weckmann Muñoz als Botschafter in Belgien ab und war als solcher bis zu seiner Ablösung durch Adolfo Enrique Hegewisch Fernández 1990 zugleich als Botschafter bei der Europäischen Union in Brüssel akkreditiert. 1991 war er Koordinator des ersten Iberoamerika-Gipfeles, der im Juli 1991 in Guadalajara stattfand. 1995 wurde er Nachfolger von Arturo Núñez Jiménez als Generaldirektor des Instituts der Nationalen Stiftung für Arbeiterwohnungsbau INFONAVIT (Instituto del Fondo Nacional de la Vivienda para los Trabajadores) und wurde in dieser Verwendung 1997 von Óscar Joffre Velázquez abgelöst.
Sein Sohn Alfredo del Mazo Maza ist seit 2017 Gouverneur des Bundesstaates México.